# Мессен (Золотурн)
Мессен (нім. Messen SO) — громада  в Швейцарії в кантоні Золотурн, округ Бухеггберг.

## Географія
Громада розташована на відстані близько 16 км на північ від Берна, 15 км на південний захід від Золотурна.
Мессен має площу 11,9 км², з яких на 7,2% дозволяється будівництво (житлове та будівництво доріг), 63,8% використовуються в сільськогосподарських цілях, 28,5% зайнято лісами, 0,5% не є продуктивними (річки, льодовики або гори).

## Демографія
2019 року в громаді мешкало 1476 осіб (+4,8% порівняно з 2010 роком), іноземців було 4,2%. Густота населення становила 124 осіб/км².
За віковим діапазоном населення розподілялося таким чином: 22,2% — особи молодші 20 років, 59,6% — особи у віці 20—64 років, 18,3% — особи у віці 65 років та старші. Було 597 помешкань (у середньому 2,4 особи в помешканні).
Із загальної кількості 401 працюючого 99 було зайнятих в первинному секторі, 72 — в обробній промисловості, 230 — в галузі послуг.